# Hôpital régional Youri Lipa de Lviv
L'hôpital régional de Lviv  est un centre hospitalier situé à Lviv.
Il est nommé en honneur de Youriï Lypa.

## Histoire
Il a été fondé en 1946 comme établissement de soins et de prévention pour les anciens combattants de la seconde guerre mondiale au n°2 de la rue des étudiants. En 1949 il s'est déplacé au n°45 de la rue Lyssenko. En 1994 il a pris le nom de I. Lypa. Il possède une annexe à Vynnyky nommée Superhumans.